# L'Étanche
L'Étanche est une ancienne commune française du  département des Vosges en région Grand Est. Elle est rattachée à celle de Rollainville en 1905.

## Toponymie
Mentions anciennes : Vallis Ducis (1148), Abbatissa de Stanno (avant 1201), L'abbesse de l'Estanges (1220), Dom. de Stagno cysterciensis ordinis (1242), Ecclesia monialium de Stangno prope Novum Castrum (1252), L'Asteinche (1256), L'Esteinche (1264), La Taiche (1285), L'Estainche (1290), L'Estaanche (1303), La Tainche (1392), L'Astainche (1396), Lestainge et l'Estanehe (1402), La Tanche (avant 1466), Lestanche (1545), L'Estanche (1581), L'Estanges (1594), L'Étanche (1751), L'Étanche ou Létanche (1779). 

## Histoire
La commune de l'Étanche doit son origine à une abbaye de filles de l'ordre de Citeaux que Mathieu Ier et Berthe de Souabe, son épouse, fondèrent en 1148. Le lieu où elle fut construite s'appelait à l'origine « Val » ou « Vallée-du-Duc » et changea ensuite son nom en celui de « l'Étanche » (de Stagno), à cause des nombreux étangs du voisinage.
Henri, évêque de Toul, confirma la fondation du duc Mathieu Ier en 1149 et le duc Mathieu II accorda l'affouage aux religieuses en 1225. Les dépendances de l'abbaye, dont la communauté était assez nombreuse et composée de plusieurs filles, formaient un hameau dont l'abbesse avait la haute-justice en vertu d'une concession du duc Léopold du 29 décembre 1706.
Au XVIIIe siècle, l'Étanche fait partie du bailliage de Neufchâteau. Cette commune est réunie à celle de Rollainville en 1905.

## Démographie
| 1710 | 1793 | 1800 | 1806 | 1821 | 1831 | 1836 | 1841 | 1846 |
| ---- | ---- | ---- | ---- | ---- | ---- | ---- | ---- | ---- |
| 8    | 49   | 64   | 57   | 54   | 55   | 58   | 66   | 85   |

| 1856 | 1861 | 1866 | 1876 | 1881 | 1886 | 1891 | 1896 | 1901 |
| ---- | ---- | ---- | ---- | ---- | ---- | ---- | ---- | ---- |
| 55   | 53   | 72   | 65   | 56   | 81   | 66   | 53   | 37   |

## Économie
Au milieu du XIXe siècle, la principale branche d'industrie de la commune est la confection des sabots.

## Lieux et monuments
- Abbaye Notre-Dame de l'Étanche